# Tadeusz Molga
Tadeusz Molga (ur. 1955) – polski malarz, konserwator i historyk sztuki. Członek ZPAP.

## Życiorys
Absolwent Akademii Teologii Katolickiej - wydział historii sztuki (dyplom 1981) oraz Akademii Sztuk Pięknych w Warszawie - wydział konserwacji malarstwa (dyplom z wyróżnieniem 1986).
Wcześniejsze studia historii sztuki oraz wieloletnia praca konserwatora i kopisty pozwoliły mu dogłębnie poznać warsztat dawnych mistrzów i opanować stare techniki malarskie. Doświadczenia te wykorzystuje w swojej działalności artystycznej. Inspiruje go malarstwo mistrzów XVII-XIX wieku. Obok obrazów sakralnych tworzy też obrazy marynistyczne, portrety i martwą naturę. 
Brał udział w licznych wystawach. Prace artysty znajdują się w kościołach, muzeach i kolekcjach prywatnych w kraju i za granicą. Jego przedstawienie "Tajemnic światła" modlitwy różańcowej zostało wyróżnione na wystawie Sacred Art Exhibition 2022 w USA. 

## Życie prywatne
Tadeusz Molga jest synem artysty malarza Jana Molgi. Z żoną Wiesławą mają czworo dzieci.